# Erich Angermann (Verbandsfunktionär)
Erich Angermann (* 21. Januar 1911 in Lichtenberg, Lausitz; † 2. November 1968) war ein deutscher Parteifunktionär (KPD, SED). Er war Erster Sekretär des Zentralvorstandes des Verbandes der Kleingärtner, Siedler und Kleintierzüchter (VKSK) in der DDR.

## Leben
Angermann wurde als Sohn einer Arbeiterfamilie geboren, besuchte die Volks- und Berufsschule und absolvierte eine Lehre zum Zimmermann. Anschließend arbeitete er in diesem Beruf. 1935 durch einen Verkehrsunfall berufsuntauglich geworden, war er von 1937 bis 1945 als Schwerbeschädigter in einer Dresdener Tuchfabrik tätig.
1925 trat er dem Deutschen Baugewerksbund, 1926 dem Roten  Frontkämpferbund und dem Arbeiter-Turn- und Sportbund bei. 1929 wurde er Mitglied der KPD.
Nach der „Machtergreifung“ der Nationalsozialisten 1933 verrichtete er illegale Arbeit und war zeitweise inhaftiert.
Nach Ende des Zweiten Weltkrieges war er von 1945 bis 1948 Arbeitsgebietsleiter der KPD bzw. SED in Großröhrsdorf. 1948/49 wirkte er als Sekretär des FDGB-Kreisvorstandes Kamenz. Von 1949 bis 1952 war er Kaderleiter bzw. Betriebsleiter in der Vereinigung Volkseigener Erfassungs- und Aufkaufbetriebe des Kreises Kamenz, dann von 1952 bis 1959 Kaderleiter im VEB Granitwerke Häslich/Bischheim-Gersdorf und zeitweise Mitglied der SED-Kreisleitung Kamenz. 1959 gehörte er zu den Mitbegründern des VKSK und war von 1959 bis zu seinem Tode 1968 Erster Sekretär seines Zentralvorstandes.

## Ehrungen
Der Zentralvorstand des VKSK stiftete nach seinem Tode die Erich-Angermann-Plakette.